# P3 HIROSHIMA
P3 HIROSHIMA（ぴーすりー ひろしま）は、広島県に本拠地を置いている広島交響楽団・広島東洋カープ・サンフレッチェ広島（以下広響・カープ・サンフレ）の文化1団体・スポーツ2団体のプロによって設立された地域活性化プロジェクトである。

## 概要
発足当初は3団体それぞれがスポーツと文化・地域振興に貢献することを目的に活動を進められたが、現在では「PRIDE」（誇り）「PASSION」（情熱）「PROSPECTS」（期待）を表す3つのPをモットーとして、スポーツと文化の垣根を越えて様々なキャンペーン活動を展開することでより市民参加を定着させることを目指している。

## 活動内容
現在家族連れ向けに展開しており、活動の柱として以下の3つの活動を主に行っている。
1. 招待イベント - 実際の試合や公演に県民ご招待
2. 夏休み体験事業 - 実際のイベントのスタッフの仕事を小学生に体験してもらう
3. 小学校訪問・慈善事業

また、ピンクリボンキャンペーンへの協力も行なっている。

## 経緯
2005年、広島郵便貯金ホールおよび広島厚生年金会館が相次いで廃止の危機 にさらされ、両所の存続活動が活発に行われた。厚生年金会館で毎月定期演奏会を行っている広響も、存続活動の一環として地元に積極的にアピールしだした。一方、カープも2004年のプロ野球再編問題から、よりファンサービスを向上させ地域密着に貢献するため、さまざまな企画を立ち上げていた。2006年5月、カープと広響がコラボ企画を開始。オリジナルTシャツやCDの発売、広島市民球場での試合中にクラシックコンサート などを行っていた。
2006年9月、広島青年会議所「街の魅力向上委員会」が広島の3つのプロ団体、カープ・広響およびサンフレを応援する企画をたちあげ、バナーを作成し商店街などに掲げた。
2007年2月、カープ・広響・サンフレは3者連携し、潜在的なファンを掘り起こし地域活性化につなげることを目的とした「広島ユナイテッド」（仮称）の設立を決定、当初の構想として共通のロゴマークを制作して試合や演奏会で使うほか、監督や選手の応援派遣を行うこととした。2007年5月、正式に「P3 HIROSHIMA」として始動、8月から具体的な活動を開始した。
もともと広島には似た活動をしている異競技連携組織「トップス広島」が存在しているが、両者の連携など今後の発展について不明な部分が多い。しかし、今まで目立った連携の取れていなかったカープとサンフレが正式に連携 したことにより、両団体ファンの利便性向上など今後の展開を期待されている。
2012年度から広島電鉄による3団体それぞれのラッピング電車（広島電鉄5100形電車）が運行されている。